# Nourray
Nourray é uma comuna francesa na região administrativa do Centro, no departamento Loir-et-Cher. Estende-se por uma área de 11,67 km². Em 2010 a comuna tinha 115 habitantes (densidade: 9,9 hab./km²).